# Город окружного значения (КНР)
Город окружного значения, городской округ, город-округ (кит. упр. 地级市, палл. дицзиши, англ. Prefecture-level city) — административная единица окружного уровня в КНР. Они не являются городами в привычном смысле слова, поскольку, как правило, помимо собственно городской зоны, включают обширные сельские и/или горные территории, а также многочисленные другие населённые пункты. Таким образом, данные единицы примерно соответствуют российским городским округам, но в отличие от последних, юридически являются единым целым со своим административным центром, который никак не выделяется в их составе.
Города окружного значения входят в состав провинций. Главный город в их составе обычно делится на районы (市辖区 шисяцюй, или просто 区 цюй), а остальная (преимущественно сельская) часть округа на уезды и города уездного значения.

## История
Первый город окружного значения был образован 5 ноября 1983 года. Изначально таковыми становились наиболее урбанизированные округа, в частности те, в которых находились центры провинций и другие крупные города. Однако постепенно всё большее число округов становилось «городами», и в 1980—2000-е годы большинство из них получили этот статус (283 из 348). В большинстве провинций единицы окружного значения представлены исключительно «городами».
Из 22 провинций и 5 автономных регионов, находящихся под управлением правительства КНР, только в трёх провинциях (Юньнань, Гуйчжоу, Цинхай) и в двух автономных районах (Синьцзян и Тибет) есть более трёх единиц окружного значения, не являющихся «городами».
| Год  | Число административных единиц окружного уровня | Число городских округов |
| ---- | ---------------------------------------------- | ----------------------- |
| 1983 | 323                                            | 145                     |
| 1984 | 323                                            | 148                     |
| 1985 | 327                                            | 162                     |
| 1986 | 325                                            | 166                     |
| 1987 | 326                                            | 170                     |
| 1988 | 334                                            | 183                     |
| 1990 | 336                                            | 185                     |
| 1991 | 338                                            | 187                     |
| 1993 | 335                                            | 196                     |
| 1994 | 333                                            | 206                     |
| 1995 | 334                                            | 210                     |
| 1998 | 331                                            | 227                     |
| 1999 | 331                                            | 236                     |
| 2000 | 333                                            | 259                     |
| 2001 | 332                                            | 265                     |
| 2002 | 332                                            | 275                     |
| 2003 | 333                                            | 282                     |
| 2004 | 333                                            | 283                     |
| 2005 | 333                                            | 283                     |
| 2006 | 333                                            | 283                     |
| 2007 | 333                                            | 283                     |
| 2008 | 333                                            | 283                     |
| 2009 | 333                                            | 283                     |
| 2010 | 333                                            | 283                     |
| 2011 |                                                |                         |

## Критерии
Существуют следующие критерии, позволяющие округу стать «городом»:
- Городской центр с городским населением свыше 250 тысяч человек
- Объём валовой продукции промышленности свыше 200 миллионов юаней
- Объём валовой продукции обрабатывающей промышленности должен превышать объём добывающей свыше 35 % ВРП

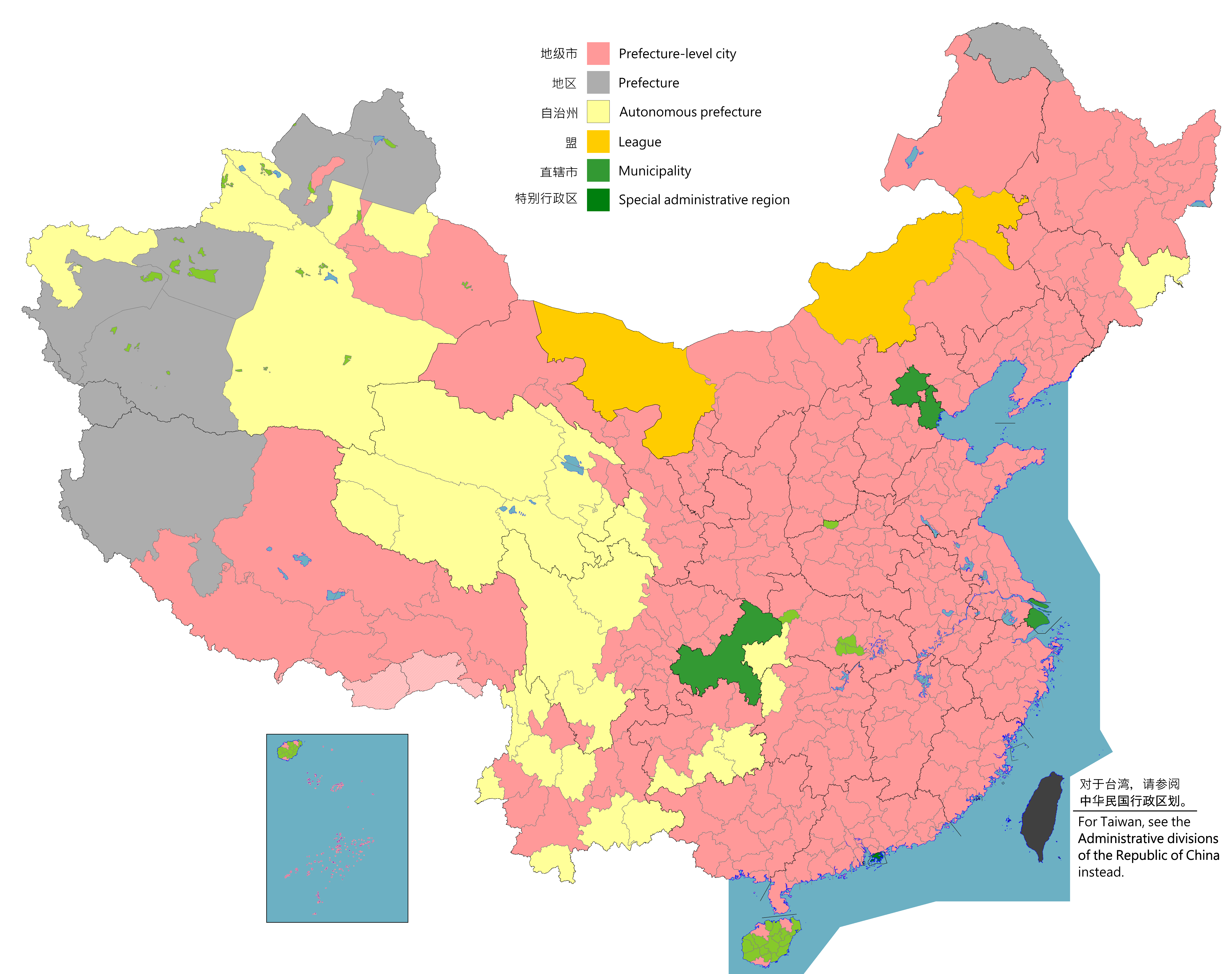
Карта подразделений городов окружного значения Китая

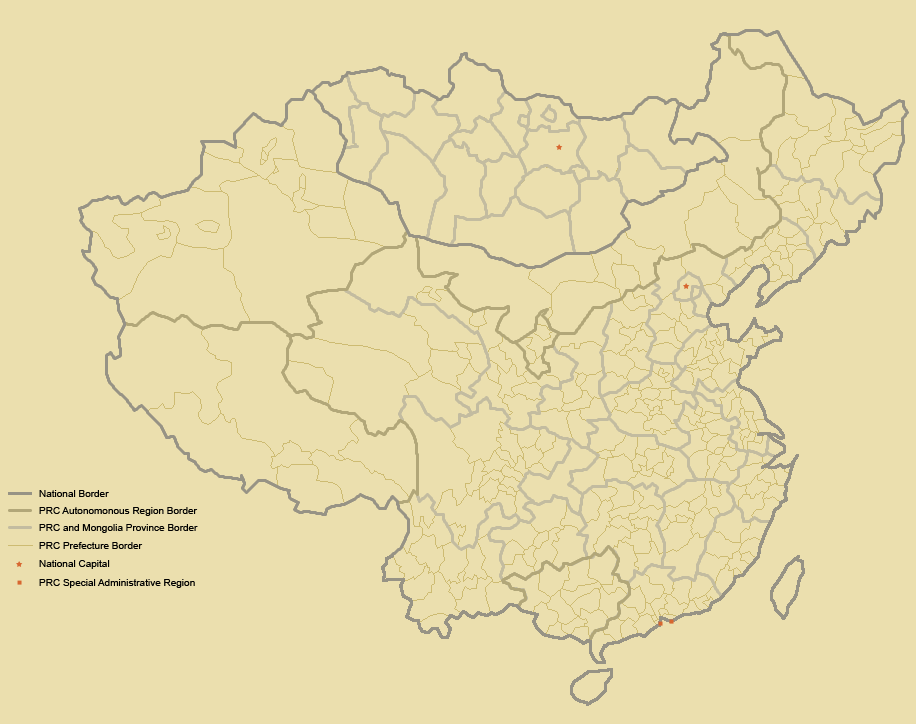
Границы округов Китая и Монголии в границах провинций